# Nicolangelo Di Fabio
Nicolangelo Di Fabio (Lanciano, 4 maggio 1996) è un nuotatore italiano, vincitore della medaglia d'argento nella 4x200 m stile libero ai mondiali vasca corta 2014.

## Palmarès
- Mondiali in vasca corta

Doha 2014: argento nella 4x200m sl e bronzo nella 4x50m sl (nuotata in batteria).
- Olimpiadi giovanili

Nanchino 2014: oro nei 200m sl e argento nella 4x100m sl.
- Europei giovanili

Dordrecht 2014: argento nei 200m sl e nella 4x200m sl, bronzo nella 4x100m sl.
- Gymnasiadi

Brasilia 2013: oro nei 200m sl, nei 400m sl e nella staffetta 4x100m sl, bronzo nei 100m sl.